# 樫の実学園
樫の実学園（かしのみがくえん）は1956年に大道哲夫が京都市北区上賀茂南大路町に設立した学習塾。京都新聞の京都大学入試の回答を担当する等、存在感を示した。なお、大道学園長は、2009年に89歳で死去。学習塾ではあるが、夏には臨海学舎を開催。浜詰にある施設で、多くの子供たちが楽しんでいた。福山哲郎が浪人中に通園し、その後、一時、経営を担当していた。
1996年廃園となったが、有名国私立大学で研究する現役の数学者や科学者、建築家などを教員として採用する独特の教育方針があり、毎年、難関大学、高校、中学への入学実績も高かった。出身者には政治家や実業家も名を重ねている。
なお、廃園後の建物は京都発のラーメンチェーン店天下一品の本部となっている。